# Djuphån (Transtrands socken, Dalarna)
Djuphån är en sjö i Malung-Sälens kommun i Dalarna och ingår i Dalälvens huvudavrinningsområde. Sjön har en area på 0,101 kvadratkilometer och ligger 480,2 meter över havet. Sjön avvattnas av vattendraget Ögan.

## Delavrinningsområde
Djuphån ingår i det delavrinningsområde (677623-137417) som SMHI kallar för Inloppet i Smågarna. Medelhöjden är 493 meter över havet och ytan är 7,16 kvadratkilometer. Räknas de 4 avrinningsområdena uppströms in blir den ackumulerade arean 41,64 kvadratkilometer. Ögan som avvattnar avrinningsområdet har biflödesordning 5, vilket innebär att vattnet flödar genom totalt 5 vattendrag innan det når havet efter 442 kilometer. Avrinningsområdet består mestadels av skog (71 procent) och sankmarker (18 procent). Avrinningsområdet har 0,26 kvadratkilometer vattenytor vilket ger det en sjöprocent på 3,6 procent.